# Casa Magí Gomà i Canela
La Casa Magí Gomà i Canela és una obra de la Llacuna (Anoia) inclosa a l'Inventari del Patrimoni Arquitectònic de Catalunya.

## Descripció
Casa de planta rectangular, coberta a dues vessants, de dos pisos i golfes. Presenta l'entrada au n costat de la façana, mitjançant un portal adovellat rectangular, amb les dovelles molt ben tallades rectangularment i don s'ha de destacar la placa, afegida damunt la dovella central, que diu: " EL FUNDADOR MAGIN GOMÁ Y CANELA ANO 1796".
Excepte el portal, tots els murs estan arrebossats.

## Història
Finals segle xviii (1796), encara que la placa fou, probablement, afegida més tard.